# Écluse de Garston

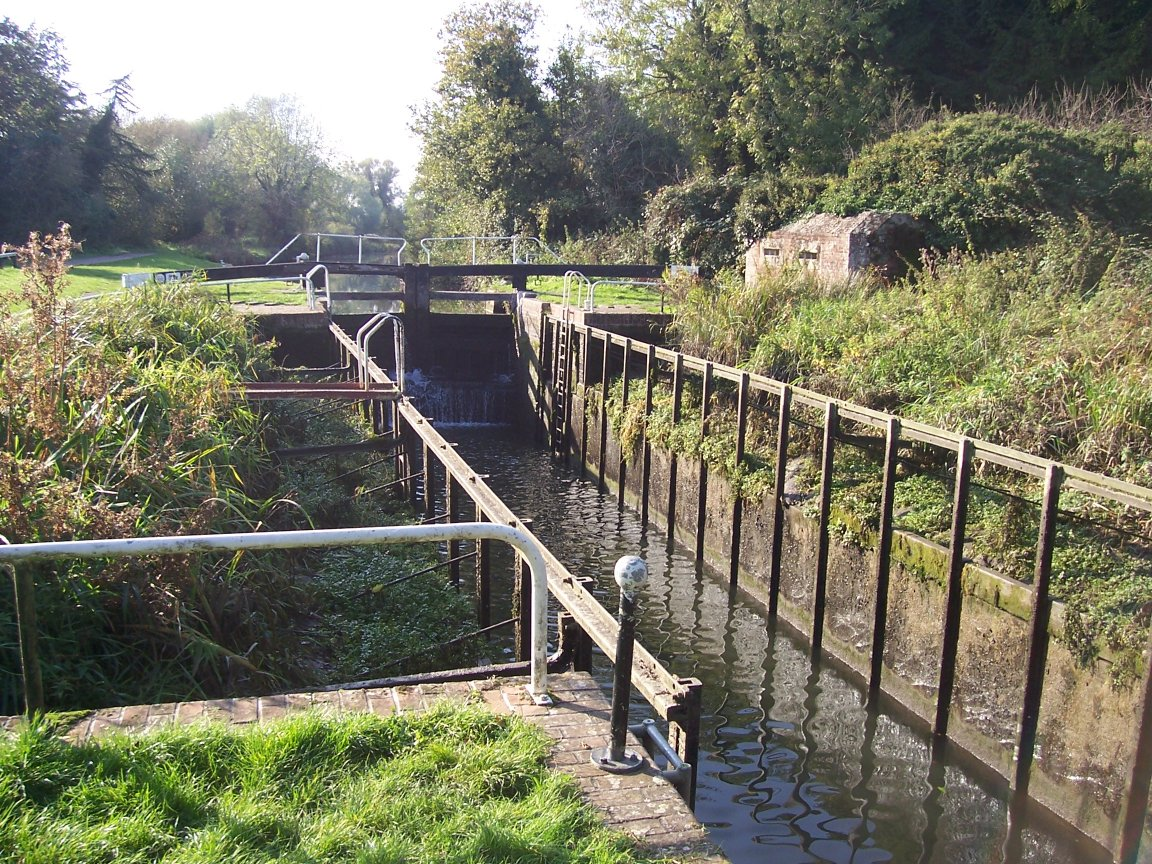
Écluse de Garston

L’écluse de Garston est une écluse sur le canal Kennet et Avon. Elle est proche de l’autoroute M4 et de Reading, dans le Berkshire, en Angleterre.
L'écluse de Garston a été construite entre 1718 et 1723 sous la direction de l'ingénieur John Hore de Newbury. Cette portion de rivière est maintenant administrée par la British Waterways et connue sous le nom de voie navigable Kennet (Kennet Navigation). L’écluse permet de franchir un dénivelé de 2,29 m (7 pi 7 po).
L’écluse de Garston est l’une des deux seuls exemplaires d’écluse aux bas-côtés engazonnés sur le canal (l'autre étant l’écluse de Monkey Marsh). L’écluse de Garston a besoin d’énormément d’eau pour fonctionner ses côtés inclinés augmentant le volume de l’écluse.
Les deux ensembles de portes de l'écluse fonctionnent différemment. L'ensemble supérieur fonctionne via un système mécanique, tandis que les portes inférieures sont hydraulique. La partie supérieure de la chambre de l’écluse a des talus couverts par une végétation de divers types plutôt que par du gazon. Un arrangement de rails en acier permet de garantir que les bateaux restent au centre de l’écluse lors des 2,31 m de montée / descente.
L’écluse est un ouvrage classé grade II.
Deux casemates datant de la Seconde Guerre mondiale au nord-ouest et au sud-est de l’écluse, qui étaient construites comme des défenses antichars, sont également des ouvrages classés.

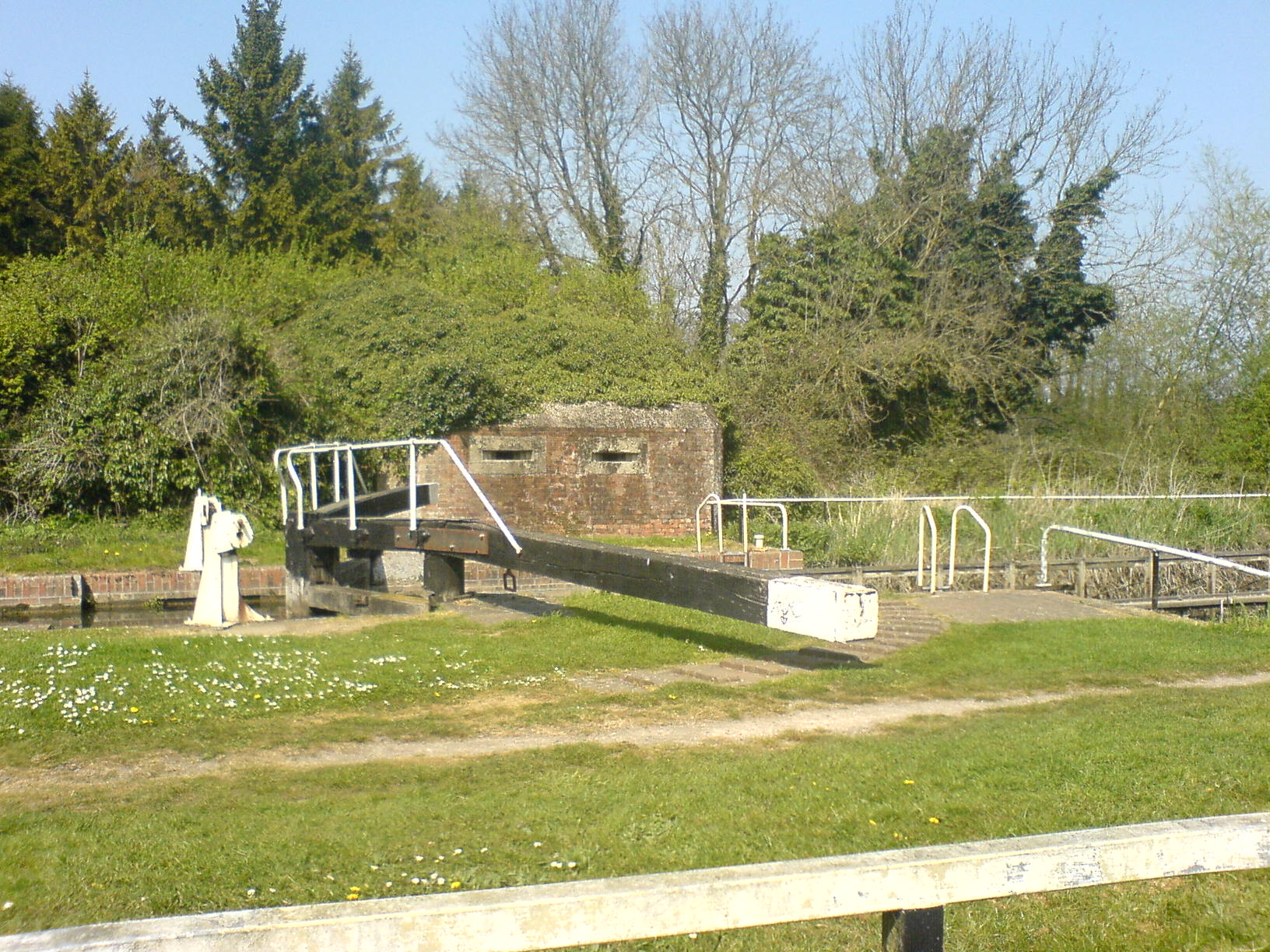
Casemate à l'écluse de Garston.
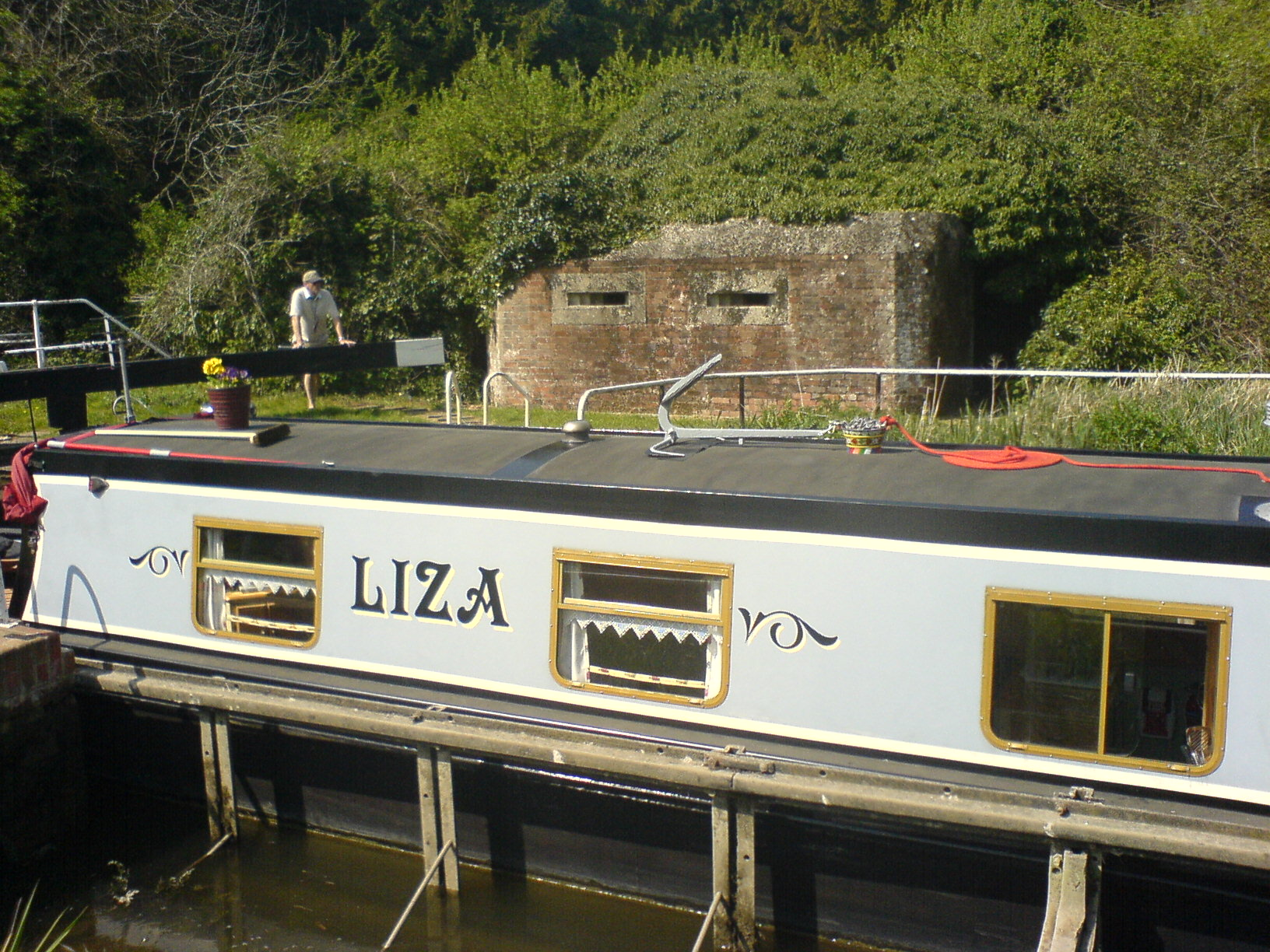
Une péniche à côté d'une casemate à l'écluse de Garston.